# NECAP2
NECAP2 (англ. NECAP endocytosis associated 2) – білок, який кодується однойменним геном, розташованим у людей на короткому плечі 1-ї хромосоми.  Довжина поліпептидного ланцюга білка становить 263 амінокислот, а молекулярна маса — 28 339.
| 10         |  | 20         |  | 30         |  | 40         |  | 50         |
| ---------- |  | ---------- |  | ---------- |  | ---------- |  | ---------- |
| MEESGYESVL |  | CVKPDVHVYR |  | IPPRATNRGY |  | RAAEWQLDQP |  | SWSGRLRITA |
| KGQMAYIKLE |  | DRTSGELFAQ |  | APVDQFPGTA |  | VESVTDSSRY |  | FVIRIEDGNG |
| RRAFIGIGFG |  | DRGDAFDFNV |  | ALQDHFKWVK |  | QQCEFAKQAQ |  | NPDQGPKLDL |
| GFKEGQTIKL |  | NIANMKKKEG |  | AAGNPRVRPA |  | STGGLSLLPP |  | PPGGKTSTLI |
| PPPGEQLAVG |  | GSLVQPAVAP |  | SSGGAPVPWP |  | QPNPATADIW |  | GDFTKSTGST |
| SSQTQPGTGW |  | VQF        |  |            |  |            |  |            |

A: Аланін

C: Цистеїн

D: Аспарагінова кислота

E: Глутамінова кислота

F: Фенілаланін

G: Гліцин

H: Гістидин

I: Ізолейцин

K: Лізин

L: Лейцин

M: Метіонін

N: Аспарагін

P: Пролін

Q: Глутамін

R: Аргінін

S: Серин

T: Треонін

V: Валін

W: Триптофан

Кодований геном білок за функцією належить до фосфопротеїнів. 
Задіяний у таких біологічних процесах як транспорт, транспорт білків, ендоцитоз, поліморфізм, альтернативний сплайсинг. 
Локалізований у клітинній мембрані, мембрані, цитоплазматичних везикулах.